# 周中鋐
周中鋐（1680年—1728年），字子振，浙江山阴（今浙江省紹興市）人，清朝地方官。

## 生平
康熙年間，擔任江南崇明縣丞，期間平定當地兵變，升任華亭縣知縣，任內著有功績。雍正四年，擔任松江府知府，之後因治理水災而亡。事聞，贈太僕寺少卿。民間奉賢城隍之神祭祀；乾隆二十五年，入祀各該地方名宦祠。
今上海市长宁区周家桥街道得名渊源，即来自上海县当地人为纪念周中鋐而建立的周太仆祠。